# Furacão Lorenzo (2007)
O furacão Lorenzo foi a décima segunda tempestade nomeada e o quarto furacão da Temporada de furacões no oceano Atlântico de 2007. Ele próximo à Baía de Campeche, México, no Golfo do México, onde ele rapidamente se fortaleceu para um furacão. Lorenzo atingiu o México central na manhã de 28 de setembro como um furacão de categoria 1.

## História meteorológica

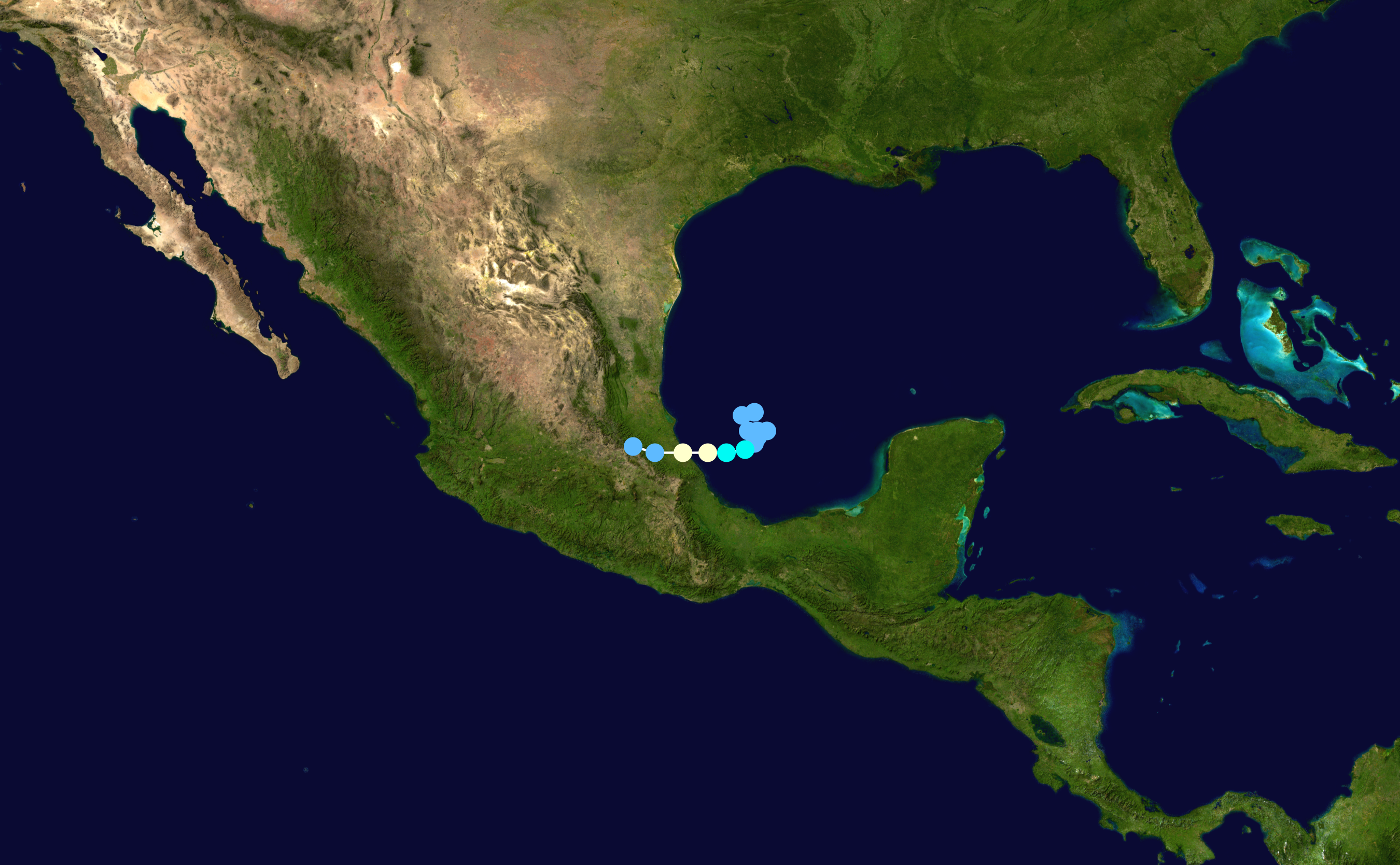
O caminho de Lorenzo

Lorenzo formou-se de uma onda tropical que deixou a costa ocidental da África por volta de 11 de setembro. A convecção de ar associada com a onda aumentou no Caribe ocidental em 21 de setembro e a porção setentrional da onda cruzou a Península de Iucatã e adentrou na porção sul do Golfo do México. Em 24 de Setembro, a onda gerou uma pequena área de baixa pressão de superfície no Sudoeste do Golfo do México e a convecção associada com o sistema se intensificou. Fortes ventos de altos níveis inibiram inicialmente o desenvolvimento, mas o fluxo de altos níveis começou a diminuir no dia seguinte e uma depressão tropical formou-se por volta das 18:00 UTC de 25 de Setembro. Neste momento, o centro do sistema estava localizado a cerca de 275 km a leste-nordeste de Tuxpan, México.
As correntes de ar em torno da depressão foram inicialmente fracos e o sistema fez uma pequena volta ciclônica nas 30 horas seguintes. Durante este período, o sistema se desenvolveu muito lentamente devido a ventos de cisalhamento de altos níveis vindos do sudoeste associados a um cavado perto da costa do Texas. Assim que o cavado moveu-se para oeste, os ventos de cisalhamento deram lugar a um anticiclone que se formou sobre a depressão. O sistema tornou-se uma tempestade tropical por volta do meio-dia UTC de 27 de Setembro. Neste momento, o centro da tempestade estava localizado a 240 km a leste de Tuxpan, México. Neste período, formou-se uma crista a leste, sobre o Golfo do México, provendo correntes de ar mais bem definidas onde Lorenzo estava localizado. Movendo-se para oeste, Lorenzo fortaleceu-se rapidamente assim que se aproximava da costa, tornando-se um furacão menos de doze horas depois de ter se tornado uma tempestade tropical. Lorenzo atingiu seu pico de intensidade por volta de 00:00 UTC de 28 de Setembro, com ventos constantes de 130 km/h, e logo depois se enfraqueceu ligeiramente, com ventos constantes de 120 km/h. Cinco horas após ter de tornado um furacão, Lorenzo atingiu a costa do México perto de Tecolutla, Veracruz, cerca de 65 km a sul-sudeste de Tuxpan. A pequena circulação ciclônica se enfraqueceu rapidamente depois de ter atingido a costa; 12 horas depois de ter atingido a costa mexicana, Lorenzo se enfraqueceu para uma tempestade tropical por volta de 29 de setembro, o sistema já tinha se dissipado completamente. A maior precipitação associada a Lorenzo foi 326 mm de chuva, registrada em El Raudal, Veracruz.

## Preparativos
Um aviso de tempestade tropical foi emitido para a costa do golfo no México central em 26 de setembro. Quando o sistema se intensificou rapidamente, o aviso de tempestade tropical foi substituído por um aviso de furacão. As autoridades da defesa civil mexicana declararam um "alerta vermelho" para a maior parte do estado mexicano de Veracruz.
Primeiramente, Não houve evacuações devido à ameaça iminente de Lorenzo, embora abrigos foram armados no estado de Veracruz e as autoridades cancelaram as aulas nas escolas locais. Devido ao rápido desenvolvimento da tempestade, as autoridades rapidamente retiraram 100.000 pessoas um pouco antes do furacão atingir o México, usando apenas megafones nas ruas, avisando as pessoas sobre o perigo iminente da tempestade.
A produção de petróleo da Pemex continuou apesar da ameaça da tempestade e seus possíveis impactos. Apesar de tudo, o preço do barril de petróleo aumentou para níveis recordes de $83,90 dólares devido à preocupação dos investidores sobre possíveis danos.

## Impactos
Danos significativos foi registrados na porção centro-leste do México assim que Lorenzo atingiu a área. Casas foram severamente danificadas devido aos fortes ventos, quedas de árvores foram registradas e muitas áreas ficaram sem o fornecimento de energia elétrica. Enchentes foram relatadas assim que os rios ficaram acima dos níveis normais e o solo ficou encharcado. Alguns deslizamentos de terra também foram registradas. A área sofreu novamente com a ação de um furacão no ano de 2007, que já tinha sido atingida pelo furacão Dean em agosto.
A chuva forte causou a morte de no mínimo 6 pessoas: uma mulher e duas crianças em Chiconcuautla, Puebla e um idoso que caiu num buraco inundado perto de sua casa em Pánuco, Veracruz.